# Glenea jeanneli
Glenea jeanneli är en skalbaggsart som beskrevs av Stefan von Breuning 1958. Glenea jeanneli ingår i släktet Glenea och familjen långhorningar.
Artens utbredningsområde är Kenya. Inga underarter finns listade i Catalogue of Life.